# Чернопенье (Костромская область)
Чернопенье — село в Костромском районе Костромской области. Входит в состав Чернопенского сельского поселения. Находится в пригородной зоне Костромы.

## География
Расположена на юго-западе региона,
Климат
Климат умеренно континентальный с холодной, продолжительной, снежной зимой и сравнительно коротким, теплым летом. С Среднегодовое количество осадков 550 мм. Максимум осадков выпадает в летние месяцы, минимум — в весенние. Снежный покров устанавливается в конце ноября, уходит в конце апреля.

## История
С 30 декабря 2004 года Чернопенье входит в образованное муниципальное образование Чернопенское сельское поселение, согласно Закону Костромской области № 237-ЗКО.

## Население
| 2008 | 2010 | 2014 |
| ---- | ---- | ---- |
| 126  | ↘102 | ↗109 |

## Известные люди
В селе родился писатель С. С. Максимов.

## Инфраструктура
МОУ Чернопенская средняя общеобразовательная школа.

## Транспорт
Автодорога с выездом на федеральную трассу Р-132 «Золотое кольцо» (бывшая Р-600 «Кострома-Иваново»).